# Gudmundyt
Gudmundyt – rzadki minerał klasy siarczków.
Nazwa pochodzi od miejsca jego występowania – Gudmundstorp w Szwecji.

## Właściwości
Krystalizuje w układzie jednoskośnym. Wykształca kryształy o pokroju pryzmatycznym. Jest minerałem nieprzezroczystym i kruchym. Posiada metaliczny połysk i czarną rysę.

## Występowanie
Jest późnym minerałem hydrotermalnych powstałym w złożach siarczkowych. Występuje w żyłach kalcytowych przecinających skarn. Towarzyszą mu pirotyn, kalcyt, stibnit, kwarc, piryt, galena, chalkopiryt i sfaleryt, arsenopiryt i kermesyt. 

## Miejsce występowania
Występuje w Austrii, Australii, Kanadzie, Czechach, Słowacji, Irlandii, Chinach, Finlandii, Norwegii, Rosji i Szwecji.